# Ortonville (Minnesota)
Ortonville é uma cidade localizada no estado americano de Minnesota, no Condado de Big Stone e Condado de Lac qui Parle.

## Demografia
Segundo o censo americano de 2000, a sua população era de 2158 habitantes.
Em 2006, foi estimada uma população de 2023, um decréscimo de 135 (-6.3%).

## Geografia
De acordo com o United States Census Bureau tem uma área de
8,9 km², dos quais 8,8 km² cobertos por terra e 0,1 km² cobertos por água. Ortonville localiza-se a aproximadamente 310 m acima do nível do mar.

## Localidades na vizinhança
O diagrama seguinte representa as localidades num raio de 24 km ao redor de Ortonville.